# Кольман, Карл Иванович
Карл Иванович Кольман (нем. Karl Kollmann; 1786, Аугсбург — 13 (25) ноября 1846 или 1847, Санкт-Петербург) — живописец-акварелист, академик акварельной живописи Императорской Академии художеств. Отец архитекторов К. К. Кольмана и А. К. Кольмана.

## Жизнь и творчество
Получив первоначальное художественное образование в Мюнхенской академии художеств. 17-ти лет от роду был поручен своему дяде, знаменитому граверу Клауберу, заведовавшему тогда гравировальным классом в Императорской Академии художеств. Не чувствуя призвания к специальности дяди, начал самостоятельно заниматься акварелью и изучать русские народные типы и жизнь. Вместе с тем, он давал уроки рисования в частных домах и довольно долго состоял преподавателем этого предмета в пажеском и лесном кадетских корпусах. В 1839 году, за написанный на заданную тему акварельный вид в окрестностях Петербурга, Академия художеств возвела его в звание академика. Он сотрудничал, как рисовальщик, в изданных Монферраном описаниях постановки Александровской колонны и сооружения Исаакиевского собора. Акварели этого художника, изображающие преимущественно петербургские уличные сцены, русский деревенский быт и простонародные типы, в своё время расходились среди петербургских любителей искусства во множестве и до сей поры имеются почти у каждого из наших собирателей рисунков. Они исполнены очень бойко, иногда во вкусе А. Орловского, и, несмотря на некоторую манерность своего рисунка и условность красок, свидетельствуют о том, что их автор обладал значительным даром наблюдательности. Кольман сотрудничал в изданных архитектором Монферраном описаниях постановки Александровской колонны и сооружения Исаакиевского собора.

## Семья
- Сын — Карл Карлович Кольман (1835—1889) — архитектор, академик Императорской Академии художеств.
- Сын — Александр Карлович Кольман (1812—1847) —  художник-акварелист, академик Императорской Академии художеств.

## Галерея

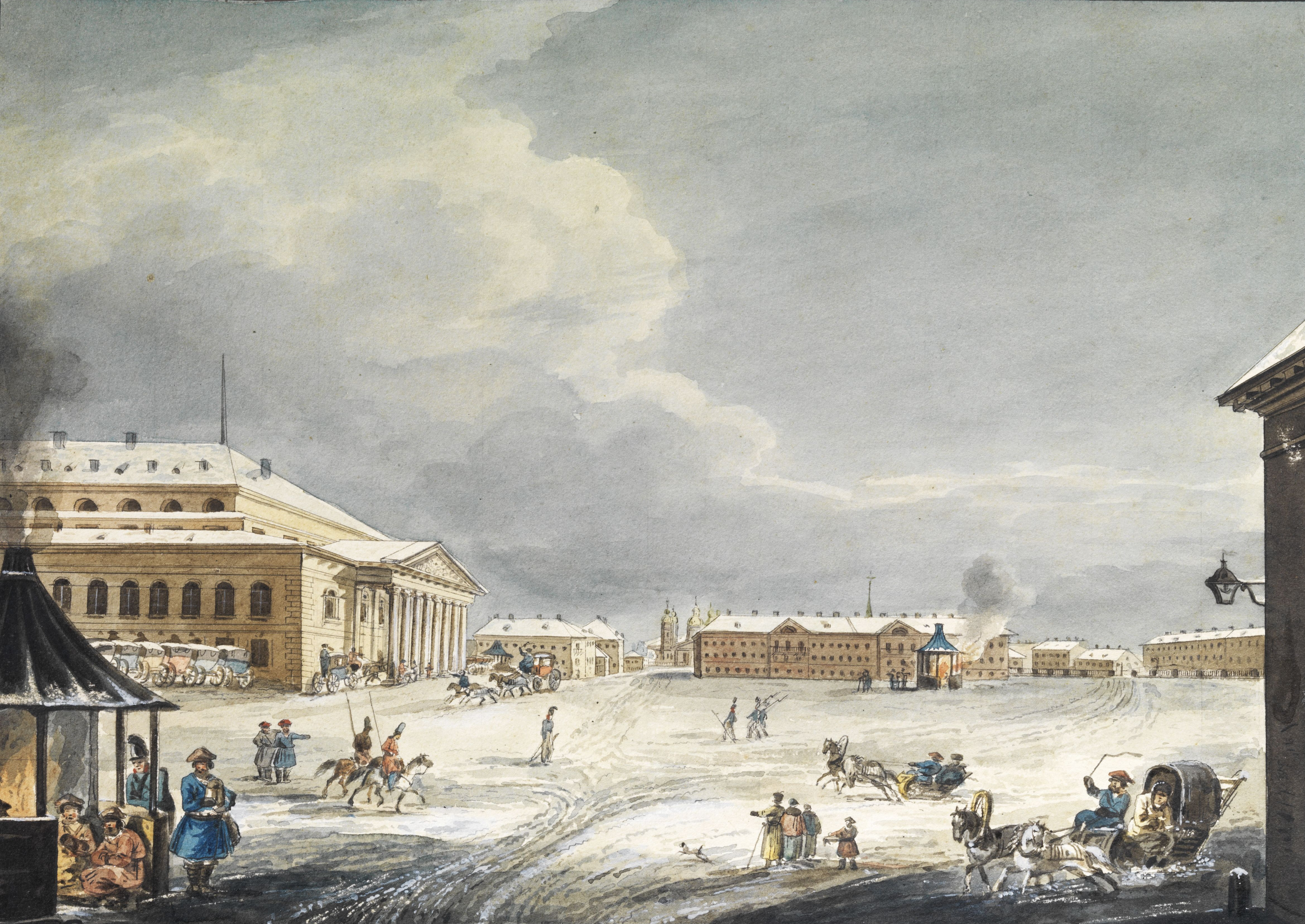
Театральная площадь, Санкт-Петербург (1820) Акварель 21х30 см
Санкт-Петербург. Сенатская площадь 14 декабря 1825 года. Рисунок Кольмана из кабинета графа Бенкендорфа в Фалле
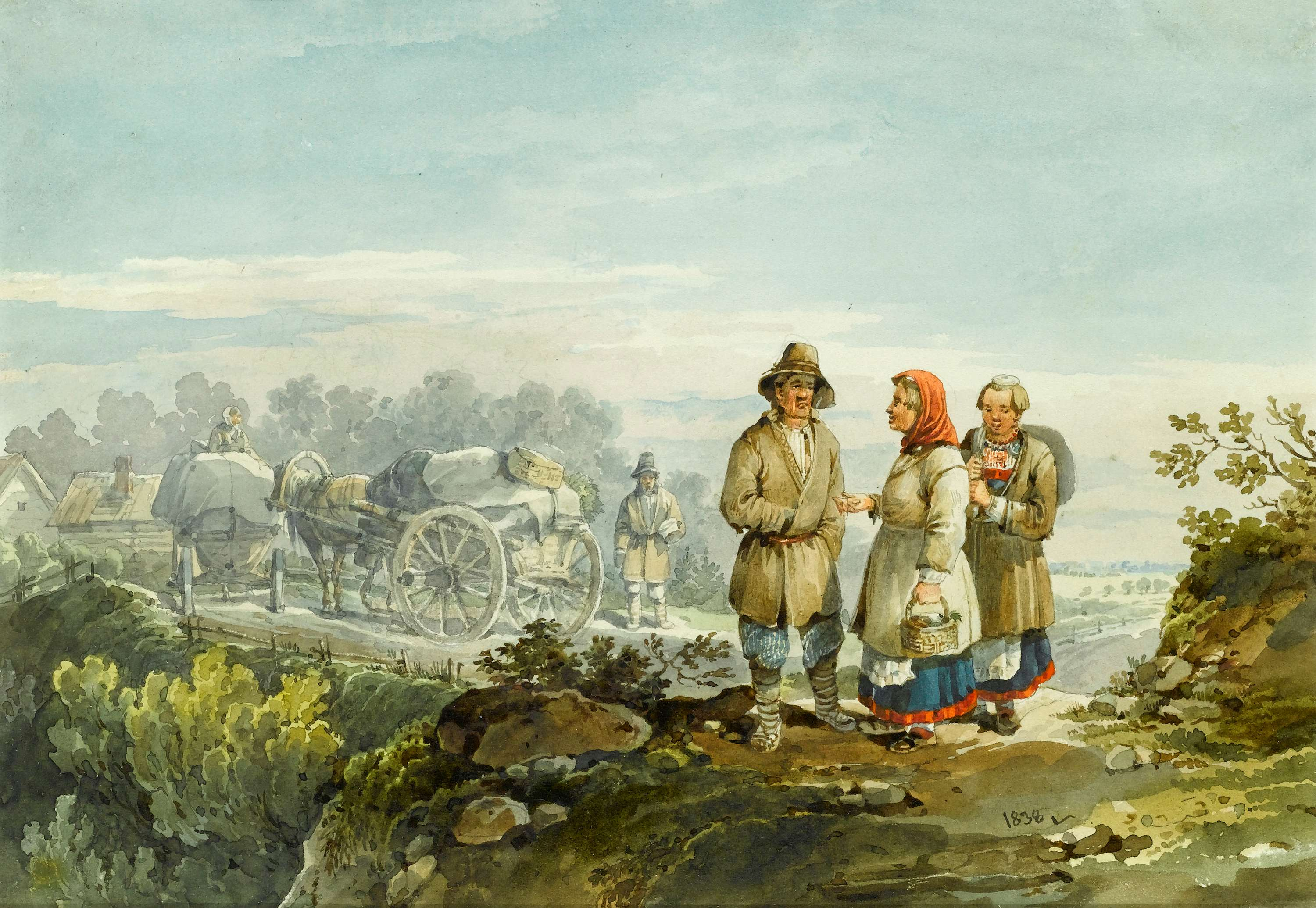
Крестьяне на обрыве дороги (1838) Акварель 18,7x27,4 см
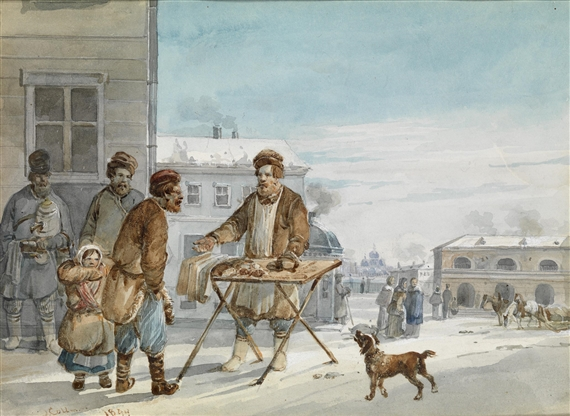
Уличный торговец (1844) Акварель 20,5x24,5 см